# Lovisa Amalia av Braunschweig-Wolfenbüttel
Lovisa Amalia av Braunschweig-Wolfenbüttel, född den 29 januari 1722 i Wolfenbüttel, död den 13 januari 1780 i Oranienburg, var en tysk prinsessa. 

## Biografi
Lovisa Amalia var dotter till Ferdinand Albrekt II av Braunschweig-Wolfenbüttel och Antoinette Amalie av Braunschweig-Wolffenbüttel. Hon hade en enkel och lycklig barndom vid sin fars hov, som beskrivs som anspråkslöst.
Lovisa Amalia gifte sig 1742 med prins August Vilhelm av Preussen. Äktenskapet arrangerades av Fredrik den store, som var gift med hennes syster Elisabet Kristina av Braunschweig-Bevern. Hennes man beskrivs som godmodig och snäll. Då hennes svåger kung Fredrik II inte hade några egna barn var hennes man Kungariket Preussens presumtiva tronföljare och Lovisa Amalia behandlades i praktiken som Preussens kronprinsessa, och paret fick 1744 formellt titlarna prins och prinsessa av Preussen.
Lovisa Amalias äldste son, den blivande Fredrik Vilhelm II av Preussen, förklarades vid födseln som tronarvinge och togs ifrån henne för att uppfostras av andra, något som plågade henne. Vid makens död 1758 drog hon sig tillbaka till ett diskret liv på Oranienburgs slott.

## Barn
- Fredrik Vilhelm II av Preussen (1744–1797), gift; 1) 1765 med Elisabet Kristina av Braunschweig (1746–1840); 2) 1769 med Fredrika Louise av Hessen-Darmstadt (1751–1805)
- Fredrik Henrik Karl (1747–1767)
- Vilhelmina av Preussen (1751–1820), gift 1767 med Vilhelm V av Oranien (1748–1806)
- Georg Karl Emil (1758–1759)